# سیارک ۱۹۰۸۲
سیارک ۱۹۰۸۲ (به انگلیسی: 19082 Vikchernov، نامگذاری:1976QS) نوزده هزار و هشتاد و دومین سیارک کشف شده‌است که در ۲۶ اوت ۱۹۷۶ کشف شد.